# Santa-Lucia-di-Mercurio
Pour les articles homonymes, voir Santa Lucia, Di Mercurio et Mercurio (homonymie).
Santa-Lucia-di-Mercurio est une commune française située dans la circonscription départementale de la Haute-Corse et le territoire de la collectivité de Corse. Le village appartient à la piève de Talcini.

## Géographie

### Situation
Santa-Lucia-di-Mercurio est située dans l'ancienne piève de Talcini, à proximité de Corte. Sa superficie est de 23,79 km2.
Santa-Lucia-di-Mercurio se trouve aussi dans le « territoire de vie » appelé Centru di Corsica du parc naturel régional de Corse auquel elle a adhéré.
Communes limitrophes

### Géologie et relief

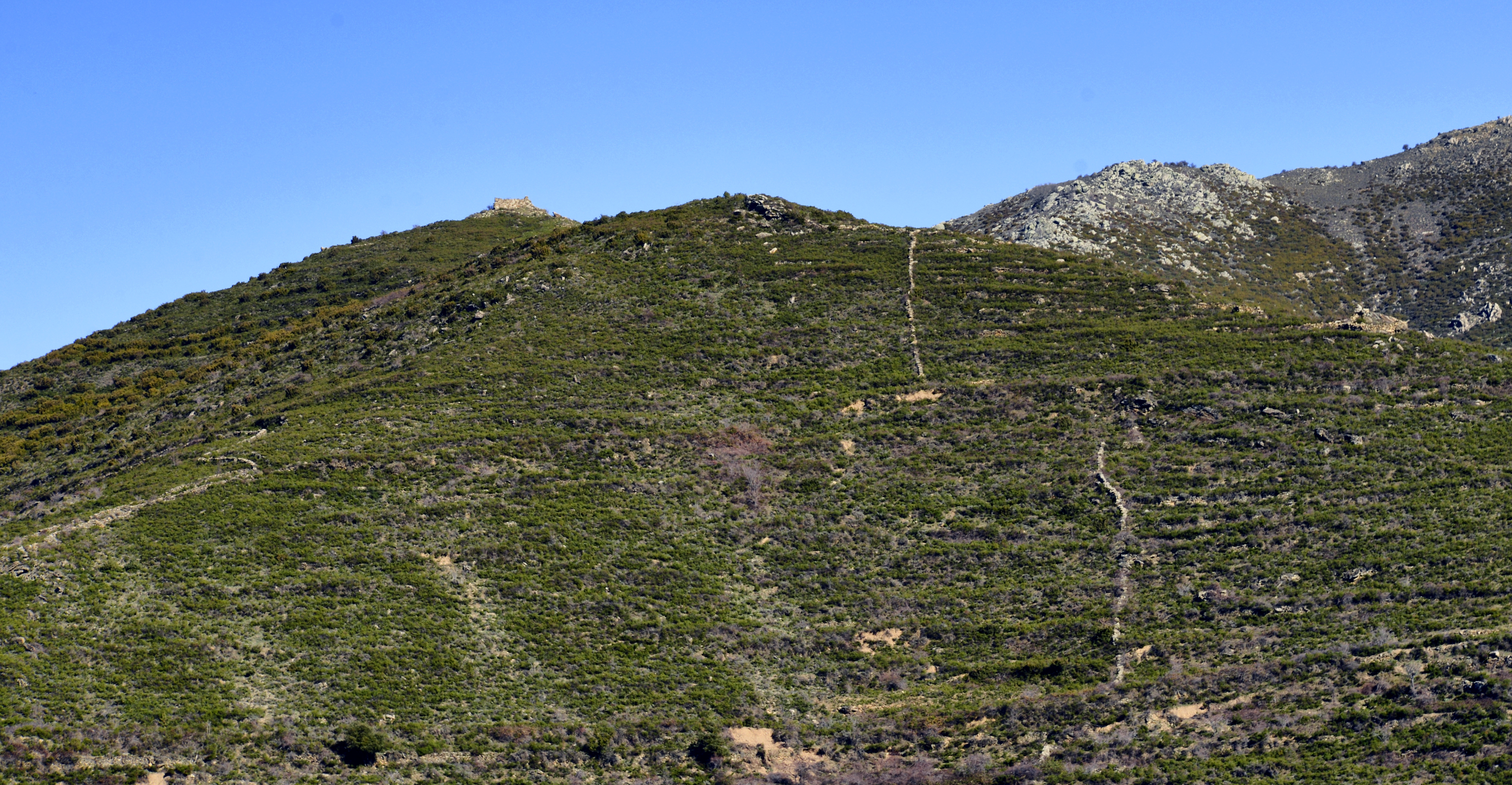
Chapelle Santa Servanda et les terrasses de culture.

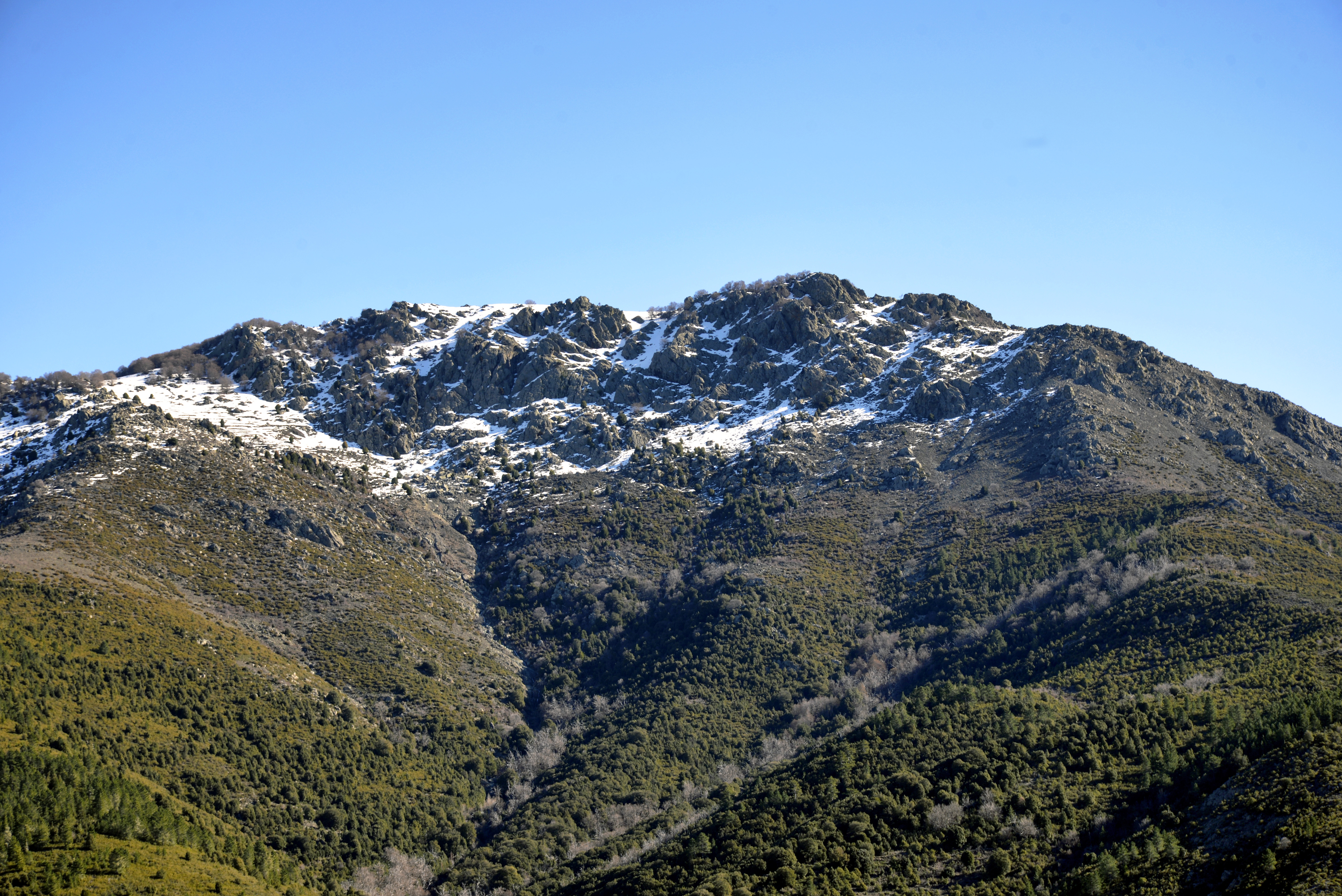
Monte Piano Maggiore.

Santa-Lucia-di-Mercurio se trouve en majeure partie dans la dépression centrale de la Corse, axée sur un réseau de fractures et s’étendant de L'Île-Rousse à Solenzara en passant par Corte, à l'est de la Corse alpine (ou orientale) limitée au tiers NE de l'île.
« À l’Éocène supérieur, on assiste à l’éjection vers l’ouest des nappes de Balagne, du Nebbio et de Santa Lucia. » Coïncidant grossièrement avec la dépression centrale, la nappe de charriage de Santa Lucia comprend un socle et sa couverture conglomératique ; elle est charriée sur le parautochtone (terrains faiblement déplacés) de Sant’Angelo. Sa position par rapport aux schistes lustrés n’est pas claire.
Sur un socle cristallin la couverture autochtone comprend une couverture sédimentaire autochtone de la Corse ancienne, nappe océanique de marge continentale (Permien à Eocène). Son sol est composé de sédiments secondaires et tertiaires. Il a permis déjà au Moyen Âge, des cultures en terrasse en haute altitude jusqu'à 1 000 m et plus. Ces terrasses (lenze) sont encore visibles de nos jours, notamment sous la chapelle rurale ruinée de Santa Servanda (1 043 m d'altitude).
Son territoire, entre deux fronts de chevauchement, est ceint à l'est et à l'ouest par des lignes de crête qui délimitent la commune en se rejoignant au nord, à la Punta di l'Ernella (1 473 m), sommet « à cheval » sur Rusio, Tralonca et Santa-Lucia-di-Mercurio. C'est au nord-nord-est que se situent, sur un chaînon secondaire s'articulant à la Punta di Caldane (1 724 m) sur la dorsale du massif du Monte San Petrone, les plus hauts sommets de la ceinture avec, à l'est de l'Ernella, la Punta Puzzola (1 543 m), le Monte Piano Maggiore (1 581 m) culmen communal, et la Cima di Santa Lucia (1 550 m environ). C'est sur un éperon rocheux de la ligne de crête occidentale qu'est construit le village, à une altitude moyenne de 800 m.
Ce relief montagneux inclut le bassin versant entier du ruisseau de Santa Lucia auquel il faut ajouter la partie haute du bassin versant du ruisseau de Campettine, affluent du ruisseau de Zincajo. Ces ruisseaux alimentés par de nombreux cours d'eau coulent dans autant de petits vallons encaissés.
Il est ainsi composé des vallons de Santa Lucia et de Campettine. Ce dernier, au sud-sud-est du village, est désert. C'est le champ de tir de Campettine qui chevauche en partie le territoire occidental de Castellare-di-Mercurio. Au sud, entre le ruisseau de l'Olmo et le pont de Papineschi sur le Tavignano, le relief des bords du fleuve est relativement plat. C'est le lieu-dit Padule, la partie « plaine » (ou fiuminale) où subsiste encore une activité agro-pastorale.

### Hydrographie

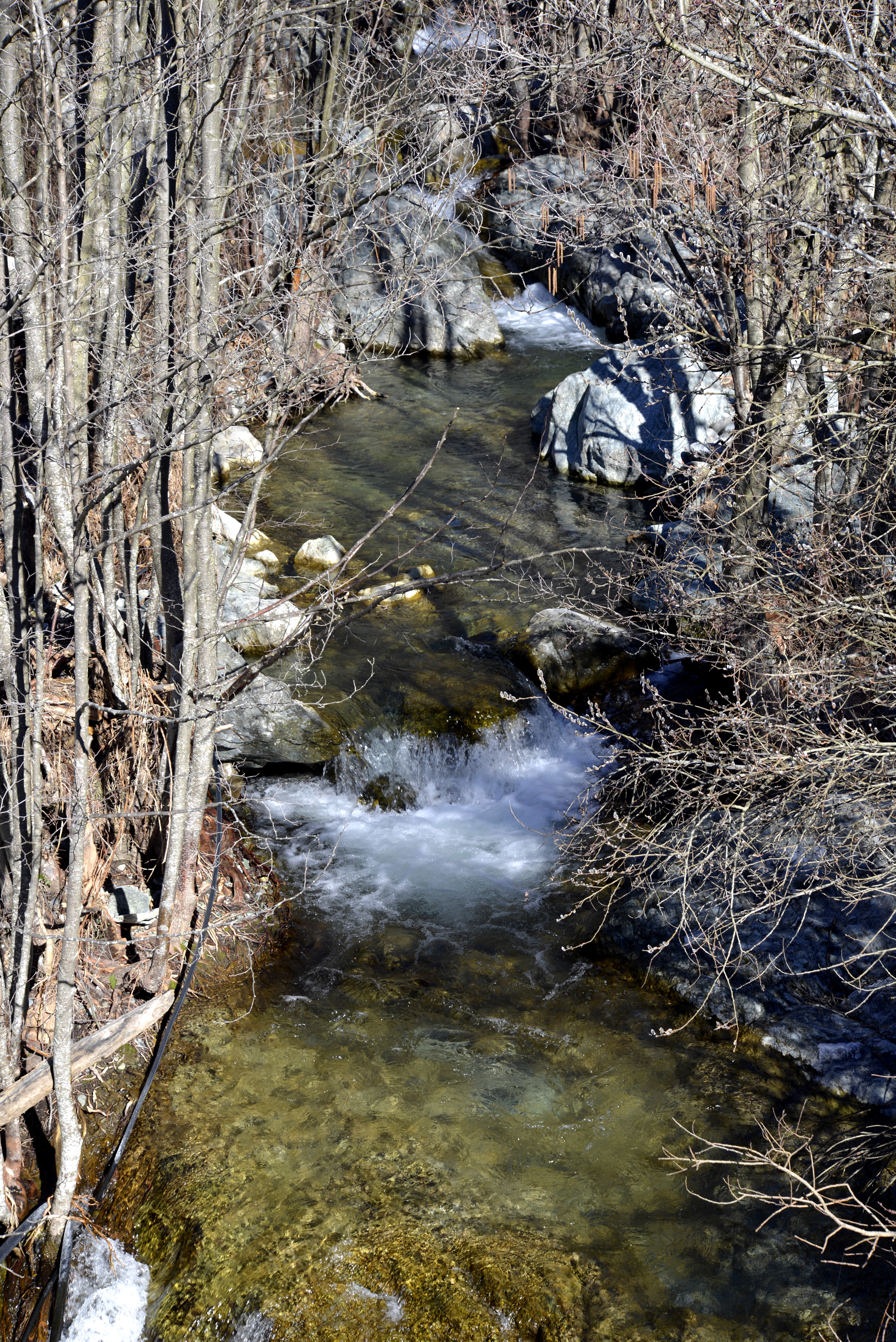
Ruisseau de Santa Lucia.

Le principal cours d'eau est le Tavignano, second fleuve de Corse après le Golo. Il longe sur près de 1,8 km les limites méridionales de la commune, à la hauteur de l'aérodrome de Corte sur l'autre rive. Sur ce parcours, il reçoit les eaux du ruisseau de Santa Lucia long de 8 km qui naît sous le nom de ruisseau de Lore, sur la commune à 1 210 m d'altitude, sur le flanc méridional de la Punta di Milleli (1 327 m), sommet « à cheval » sur Tralonca et Santa-Lucia.
La majeure partie du territoire communal est représentée par le bassin versant du ruisseau de Santa Lucia dont le cours est orienté dans un axe nord-sud et qui a pour principaux affluents les ruisseaux de Felce (rg), de San Martino (rg), de Pedimaio (rd), de Piniforci (rg) et de Vinchinacce (rd).
Le reste du territoire, soit la partie sud-est, est le haut bassin versant du ruisseau de Campettine qui conflue sur Poggio-di-Venaco avec le ruisseau de Zincajo autre affluent du Tavignano.
Tous ces cours d'eau, au faible débit estival, sont de véritables torrents en certaines périodes de l'année : fortes précipitations, fonte des neiges, etc.

### Climat et végétation
De forme alvéolaire, le relief ceint dans sa partie septentrionale par des lignes de crêtes aux bords raides qui semblent le protéger des vents froids du nord, le territoire est ouvert vers le sud jusqu'au lit du Tavignano. Le chaînon secondaire à l'est sur lequel culmine le Monte Piano Maggiore (1 581 m) matérialise la séparation de la Castagniccia occidentale avec le Bozio et la région cortenaise, deux microrégions du Centre Corse plus sèches.
L'hiver, la neige couvre les hauteurs parfois pendant plusieurs semaines. L'été le pouvoir rafraîchissant de la montagne se fait ressentir ; mais l'exposition au soleil est importante. À l'umbria (ubac), l'été est moins brûlant qu'à la sulana (adret). Au printemps et en automne, le secteur subit souvent de fortes précipitations qui ont des effets dévastateurs sur les infrastructures routières et parfois sur les habitations.
En 1994, des événements liés à de fortes précipitations ont affecté Santa-Lucia-di-Mercurio. En raison du contexte géologique, géomorphologique et hydrogéologique cause du déclenchement, la zone de départ de laves torrentielles était située sur des terrains où la végétation est absente naturellement, constitués d’éboulis stockés en rupture de pentes en pied de relief à un contact géologique.
Durant des siècles, tirant profit d'un sol sédimentaire fertile et d'un bon ensoleillement, les habitants ont défriché jusqu'à plus de 1 000 m d'altitude les flancs à l'adret de la montagne pour cultiver les céréales (blé, orge, seigle, etc.) nécessaire à leur subsistance.
La couverture végétale est différemment composée selon l'étagement altitudinal :
- à l'horizon inférieur de l'étage méso-méditerranéen, en dessous de 600 mètres, excepté dans le creux plus humide des vallons, présence d'un maquis bas parsemé de bosquets de chênes verts et de chênes lièges ;
- à l'horizon supérieur, soit au-dessus de 600 mètres et jusqu'à 900 mètres d'altitude, les châtaigniers et des oliviers sont présents à l'alentour du village, parmi d'autres essences : chênes verts, chênes pubescents, frênes, genévriers Cade, etc.
- à l'étage supraméditerranéen, compris entre 900 - 1 100 mètres, les genévriers Cade forment une forêt parmi les omniprésents et épineux églantiers de Pouzin ;
- l’étage montagnard ou la zone de « haute montagne » qui comprend les territoires situés au-dessus de 1 100 m en Corse[9] dont la limite inférieure commence vers 1 100 - 1 200 mètres et atteint 1 750 - 1 800 mètres, limite supérieure des forêts de l'île, est caractérisé par la série (de végétation) du hêtre qui se présente en petits bosquets épars sur les crêtes partiellement dénuées de végétation, en raison de l’altitude, laissant paraître un paysage rocailleux. C'est une zone d'estive malgré une végétation basse.

### Voies de communication et transports

#### Accès routiers
L'accès le plus direct se fait depuis le sud, par la route territoriale 50 puis après un court emprunt de la route D 39 par la départementale 341.
Les autres accès se font seulement par la D 41 qui passe par la place de l'église. La route départementale 41 démarre au col de San Quilico et se termine à Féo (commune de Favalello). Elle relie directement Tralonca, Santa-Lucia-di-Mercurio et Sermano. Elle permet par des voies adjacentes, de gagner les communes du Bozio et au-delà.

#### Transports
Aucun service de transport en commun de voyageurs ne dessert la commune. La gare la plus proche est celle de Corte à 14 km. Néanmoins, il existe l'arrêt facultatif de Soveria plus proche (10 km). L'aéroport de Bastia Poretta est à 55 km, le port de commerce de L'Île-Rousse distant de 65 km et celui de Bastia de 71 km.

## Urbanisme

### Typologie
Au 1er janvier 2024, Santa-Lucia-di-Mercurio est catégorisée commune rurale à habitat très dispersé, selon la nouvelle grille communale de densité à sept niveaux définie par l'Insee en 2022.
Elle est située hors unité urbaine. Par ailleurs la commune fait partie de l'aire d'attraction de Corte, dont elle est une commune de la couronne,. Cette aire, qui regroupe 34 communes, est catégorisée dans les aires de moins de 50 000 habitants,.

### Occupation des sols
L'occupation des sols de la commune, telle qu'elle ressort de la base de données européenne d’occupation biophysique des sols Corine Land Cover (CLC), est marquée par l'importance des forêts et milieux semi-naturels (92,9 % en 2018), une proportion identique à celle de 1990 (93 %). La répartition détaillée en 2018 est la suivante : 
milieux à végétation arbustive et/ou herbacée (70,8 %), forêts (18,9 %), zones agricoles hétérogènes (7,1 %), espaces ouverts, sans ou avec peu de végétation (3,2 %). L'évolution de l’occupation des sols de la commune et de ses infrastructures peut être observée sur les différentes représentations cartographiques du territoire : la carte de Cassini (XVIIIe siècle), la carte d'état-major (1820-1866) et les cartes ou photos aériennes de l'IGN pour la période actuelle (1950 à aujourd'hui).

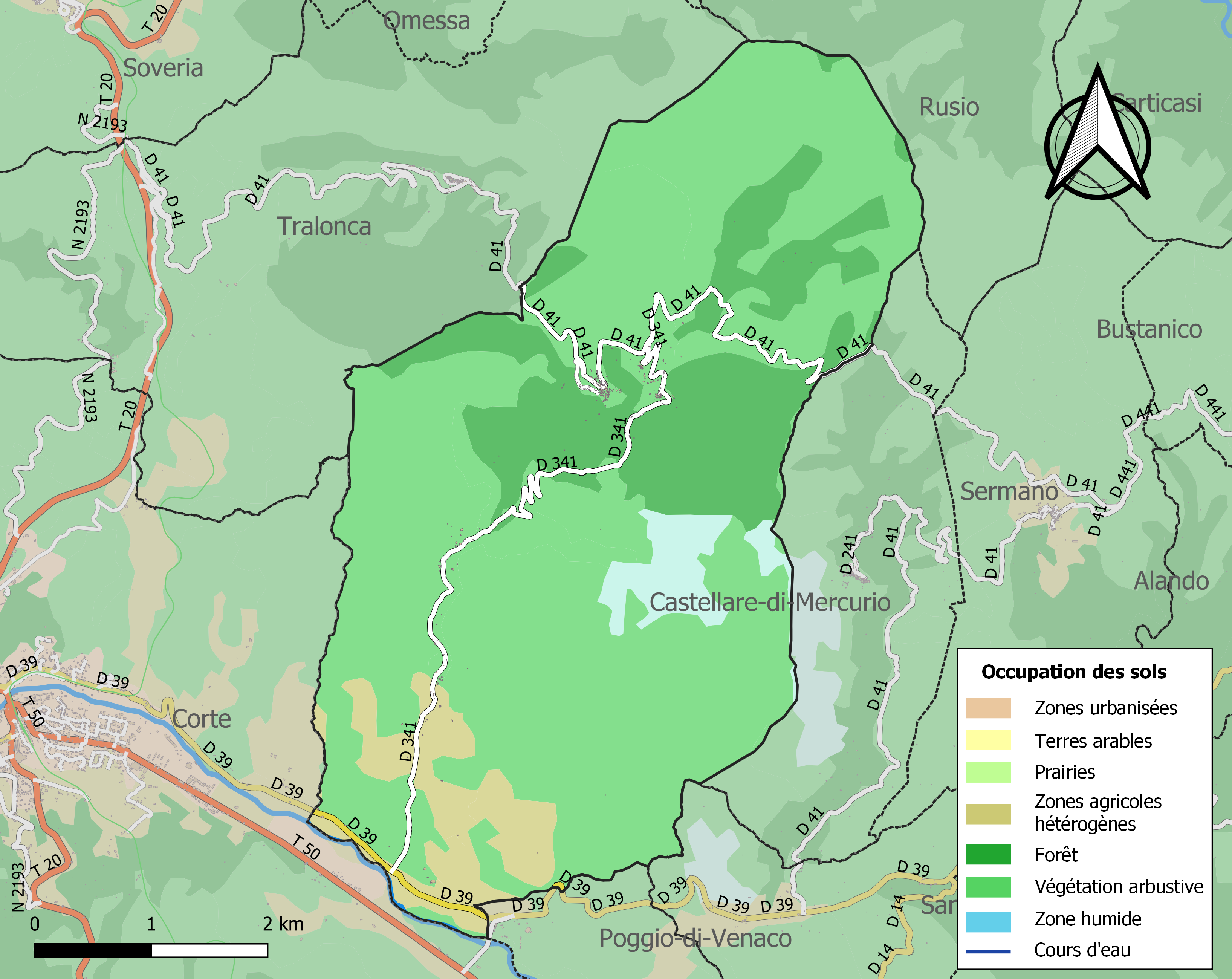
Carte des infrastructures et de l'occupation des sols de la commune en 2018 (CLC).
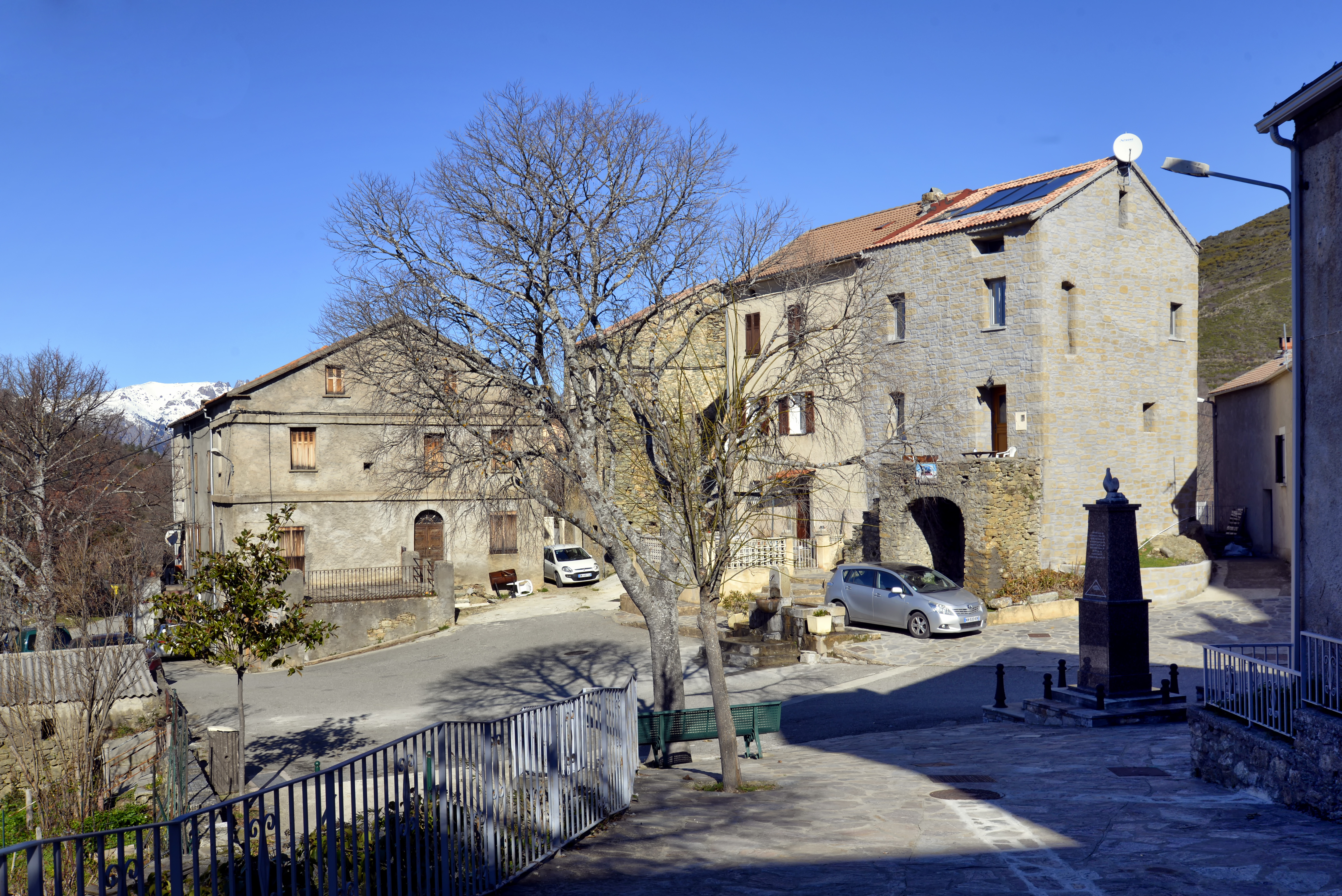
Place du village.

### Santa-Lucia-di-Mercurio village

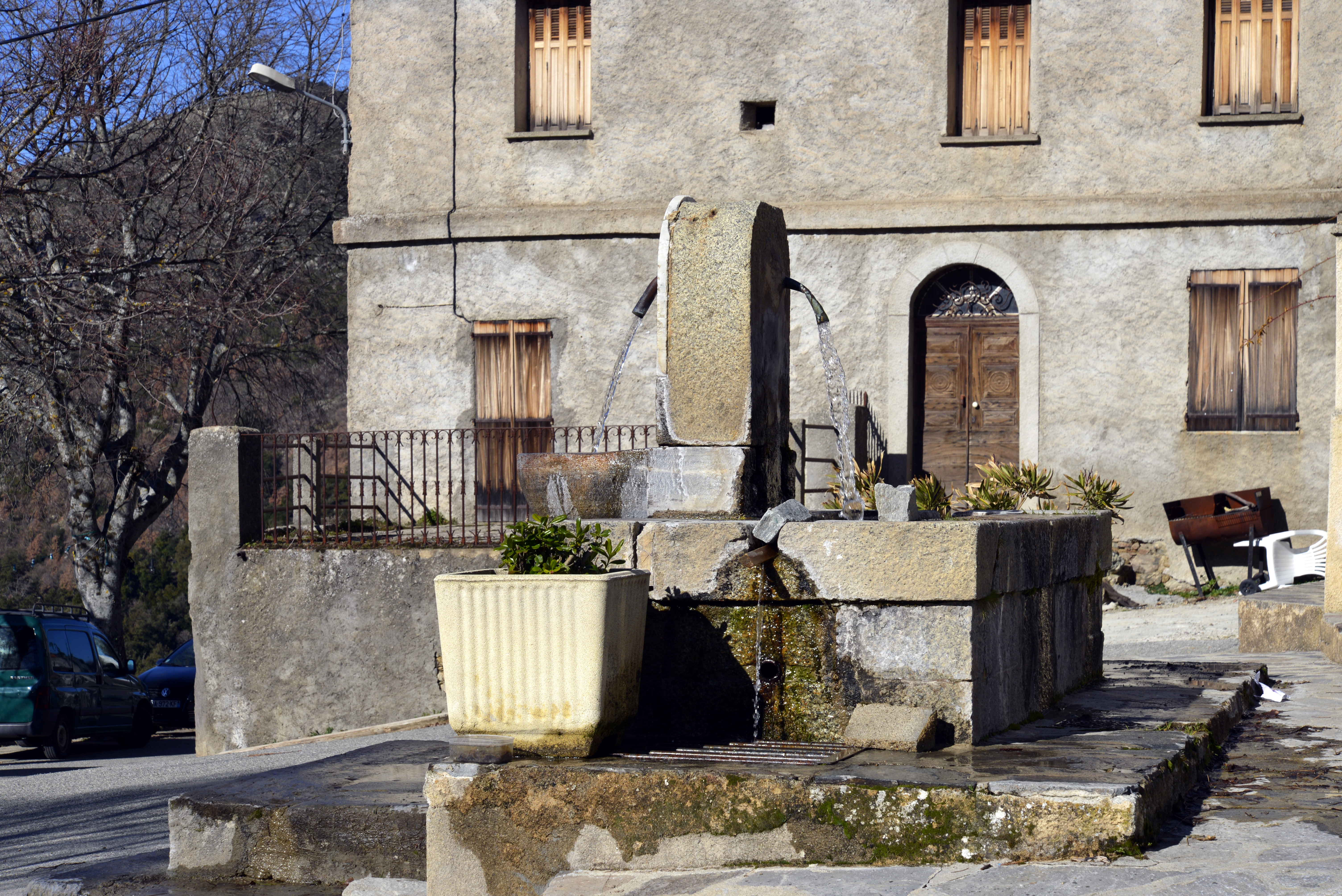
Funtana di a piazza.

Sainte-Lucie est un village édifié sur un éperon rocheux, à une altitude moyenne de 800 m, probablement à partir du XVIe siècle. Le bâti est concentré autour de l'actuelle église paroissiale Santa Lucia, construite en 1842. Le quartier nord, « a cima » était le village des notables. Il comprend de nombreuses grosses habitations dites « maisons de notable », Sgio, en bon état, toujours entretenues et habitées pendant plusieurs périodes de l'année. Toutes les voies (ou venelles) au sud de la place présentent un dallage récent. Village autrefois peuplé, il a vu ses habitants le quitter dès la fin de la Seconde Guerre mondiale. S'y trouvent dominant une petite place dite « Piazza à a ghjesa », la mairie dont les locaux sont abrités dans l'ancienne chapelle de confrérie Sainte-Croix et la salle des fêtes juste en dessous. La placette est ornée d'une fontaine (funtana di a piazza) composée d'un côté d'une vasque et de l'autre d'un bassin abreuvoir, avec des gargouilles en cuivre. Cette fontaine, construite en 1895, porte gravée la reconnaissance au maire  de l'époque, Zuccarelli et à son adjoint Galvani. À Borda (Borta), ancien hameau aujourd'hui quartier, se trouve la petite chapelle de l'Annonciation.

### San Rocco
Hameau à l'ouest mais proche du village, San Rocco (San Roccu) se situe à 40 - 50 m en contrebas. Les habitations sont situées de part et d'autre de la route goudronnée qui le traverse et se termine en cul-de-sac à Indorfaccio au sud du village. S'y trouve la chapelle Saint-Roch (cappella San Roccu) au-dessus de la route, autrefois accolée à son cimetière.

### Poggiolo

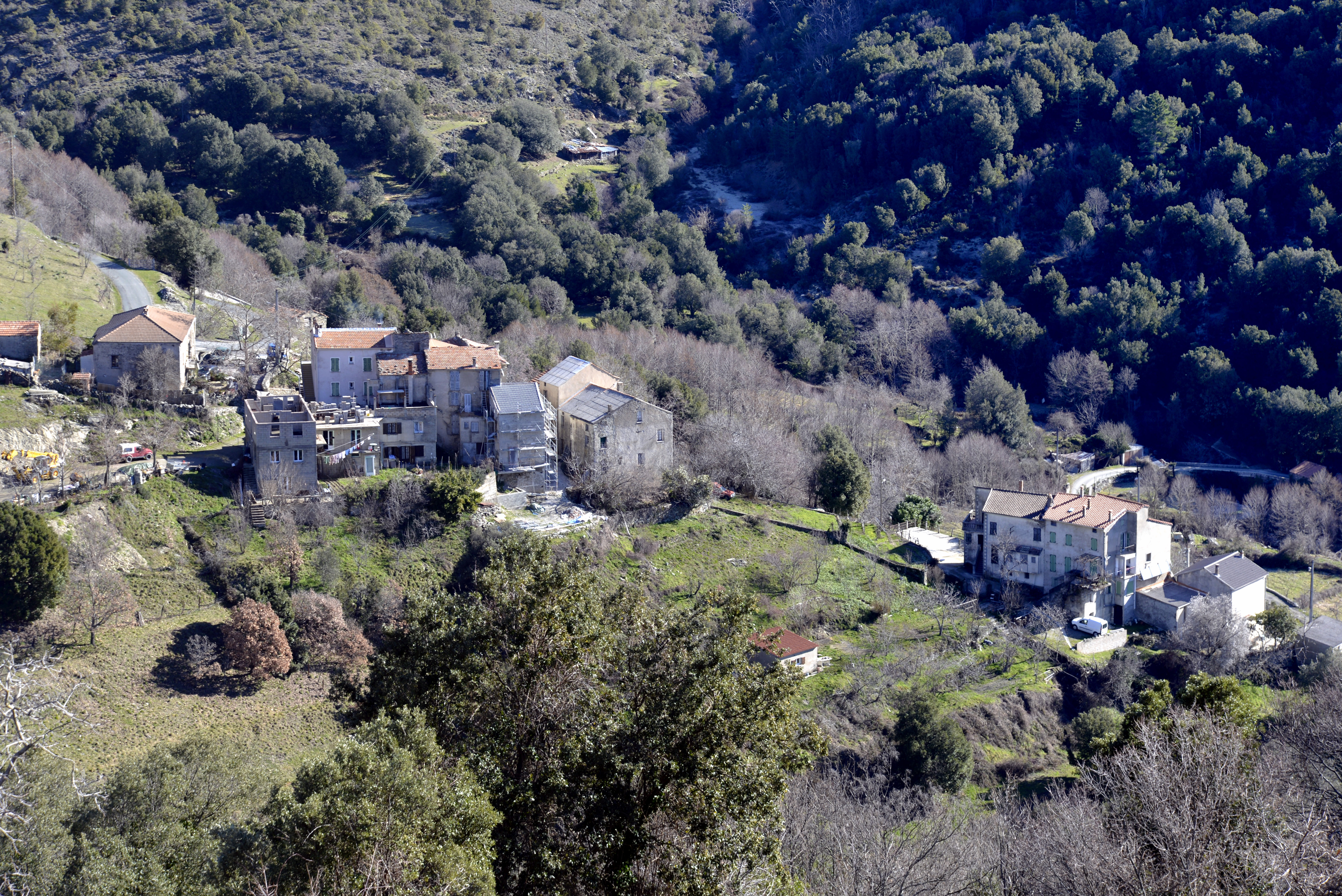
Hameau de Poggiolo.

Poggiolo (U Pughjolu) est le premier hameau lorsqu'on descend en plaine. Il se situe à environ 400 m « à vol d’oiseau » au nord-est du village, à 50 m en contrebas. Il se compose d'un groupe de maisons à Poggio et de deux quartiers : Gelsa (Ghjelsa) et Aja Sottana plus au sud.

### Piedivaldo

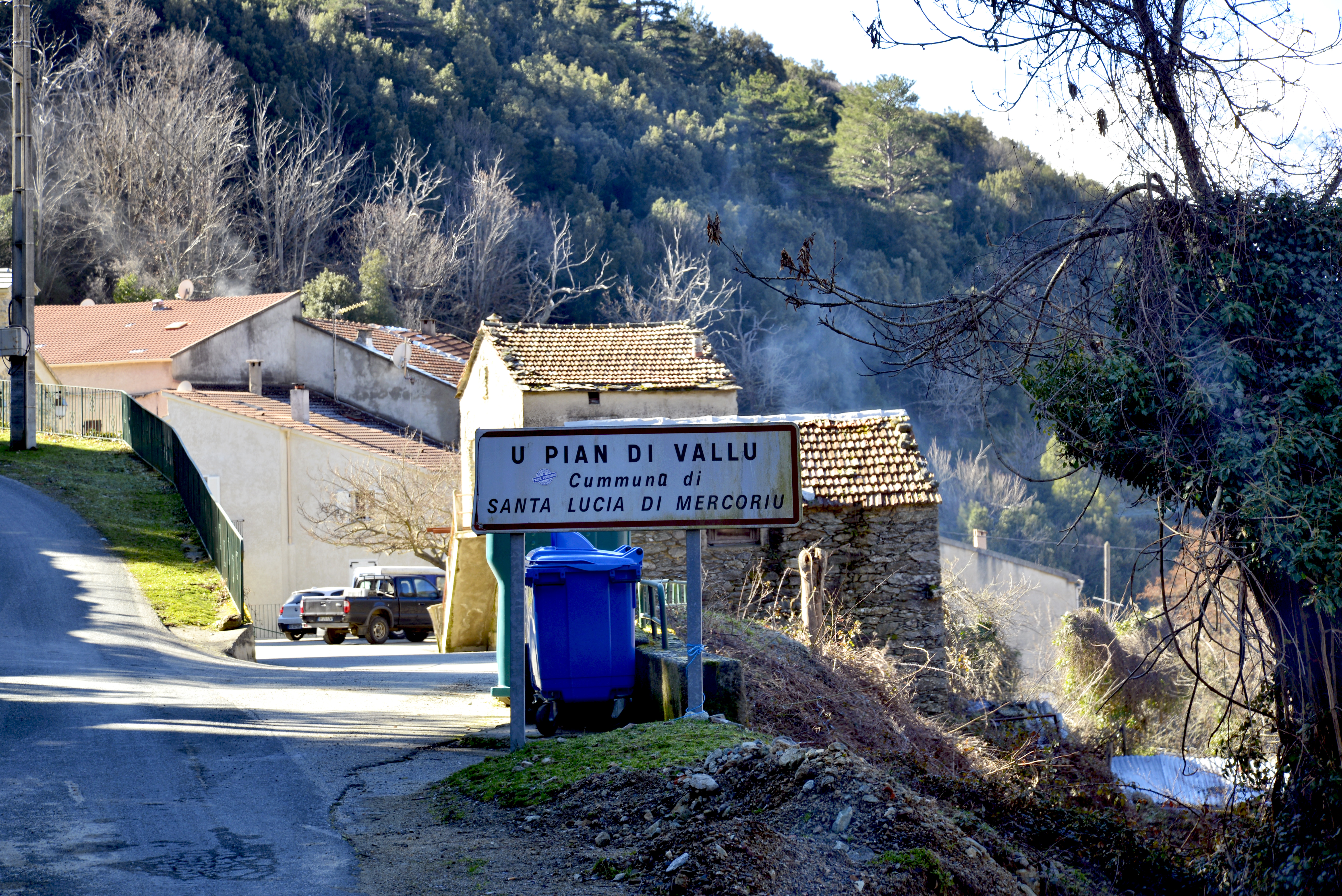
Hameau de Piedivaldo.

Piedivaldo (u Pian di Vallu) se trouve au sud de Poggiolo. Les deux hameaux sont desservis par la route D341 qui rejoint la D39 en bordure du Tavignano, et par là, la route territoriale 50. Il se situe à une altitude moyenne de 650 m, près du lit du ruisseau de Santa Lucia. Sa chapelle Saint-Antoine (Sant' Antò) date du XVIIIe siècle.

## Toponymie
Le nom corse de la commune est Santa Lucia di Talcinu. Ses habitants sont les Santaluciacci.

## Histoire

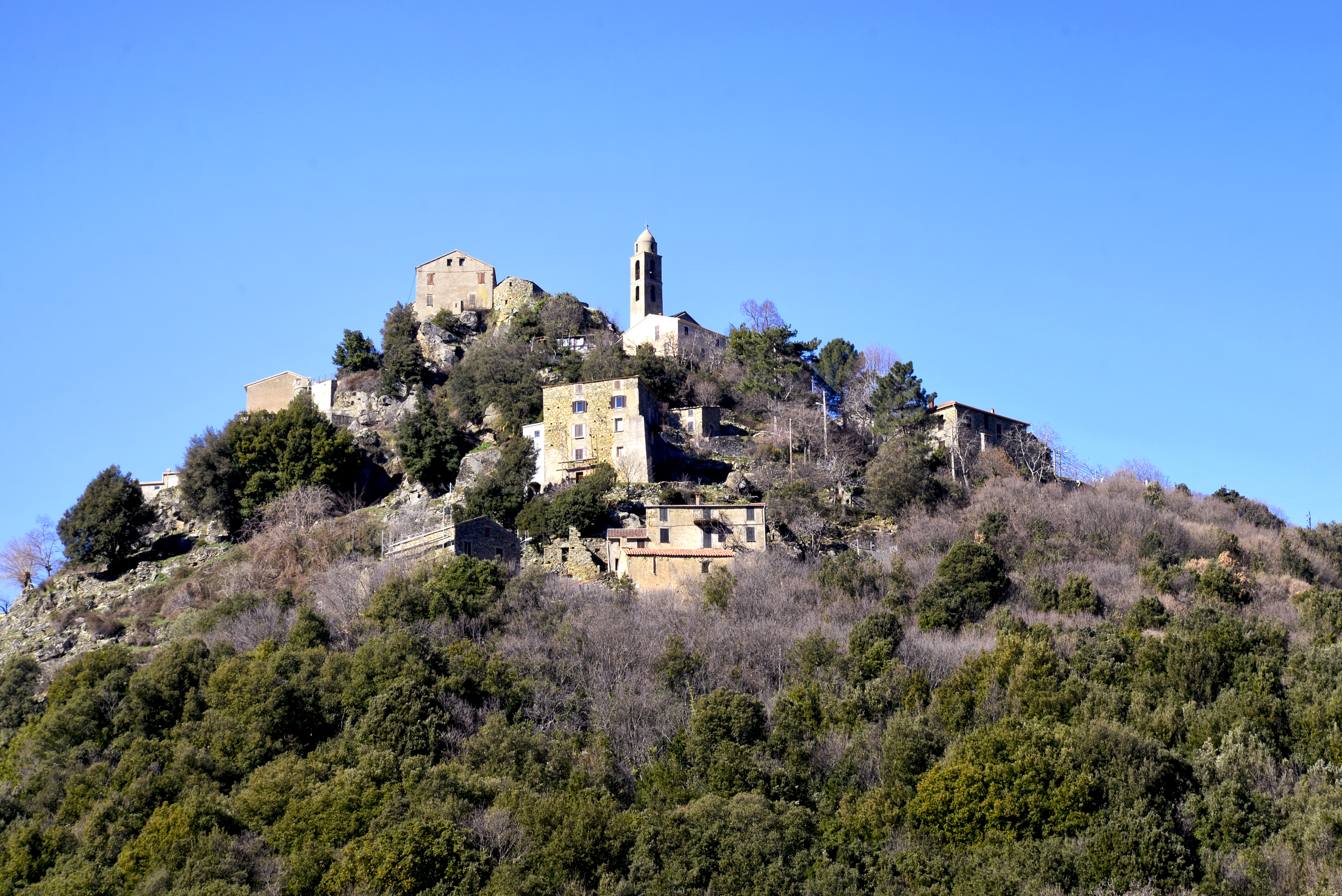
Village construit en nid d'aigle.

Pour disposer de terrasses cultivables (e lenze), l'homme a construit pendant des siècles, des kilomètres de murs de soutien de la terre végétale, ce qui a eu une action non négligeable sur le relief "sculpté" qui cerne le village.

### Moyen Âge
« Guglielmo, originaire de la ville de Cortone, en Toscane, s'implanta en Corse grâce à son oncle nommé évêque d'Aléria. Il donna naissance à la famille Cortinco. Peu après l'an mil, il s'empara par la tyrannie de la juridiction dont le comte Arrigo Bel Messer lui avait confié le gouvernement. Ses descendants étendirent la seigneurie jusque dans la piève de Venaco. »

— Daniel Istria in Pouvoirs et fortification dans le nord de la Corse, XIe au XIVe siècle p. 136
Le premier représentant des Cortinchi est Guido, fils de feu Ansaldo, qui en 1149 renonça en échange d'un anneau d'or à tous ses droits sur le château de Piombino qu'il avait acquis par mariage avec Vernaccia.

« Talcini est le nom d'un pays, et non celui d'un village. [...] On compte encore dans cette piève cinq villages, parmi lesquels Omessa et Santa Lucia sont les plus connus, Omessa, comme résidence de Caporaux, Santa Lucia, comme résidence de gentilshommes. »

— Mgr Agostino Giustiniani in Description de la Corse, traduction de Lucien Auguste Letteron in Histoire de la Corse, Bulletin de la Société des sciences historiques & naturelles de la Corse – Tome I - 1888. p. 36
Au début du XIIIe siècle, tous les pays situés sur les deux rives du Golo appartenaient à la seigneurie des Amondaschi. « Amondino, leur chef, que l'affaiblissement des autres rendait fort et puissant, passa, comme je l'ai dit, avec un parti considérable sur le territoire de Cinarca, et dépouilla de leurs châteaux les seigneurs de la Catena et de Giunepro. Après une longue guerre, il se rendit maître de la pieve de Vico, puis dans le Deçà des Monts, des pièves de Venaco et de Talcini. - Giovanni della Grossa in Cronique - Histoire de la Corse 1888 p. 136 »
Les Amondaschi eurent à combattre des familles qui ont commencé à se révolter contre eux. Se faisant gentilshommes, celles-ci substituèrent leur autorité à celle des Amondaschi dans les pievi. À Talcini, ce furent les gentilshommes de Tralonca qui leur enlevèrent les chapelles de la piève. Ils sont défaits par Truffetta le Mayençais de Covasina qui leur enlève Talcini et fortifie Corte.
D'après les chroniqueurs, ces territoires sont conquis par les Cortinchi sur les Amondaschi. Guglielmo Cortinco eut à soutenir de longues luttes dans sa seigneurie contre plusieurs familles de gentilshommes qui étaient devenues fortes et puissantes, notamment celle de Tralonca, à Talcini.  Chacune de ces familles de gentilshommes s'était construit un château et obligeait les populations voisines à lui obéir. Il y avait sur la commune de Santa-Lucia-di-Mercurio « 4 châteaux dont il ne reste que peu de construction : U Castelucciu, U Castelerellu, U Castellu di u Mercurio et U Castellu di I Mori ».

### Époque contemporaine

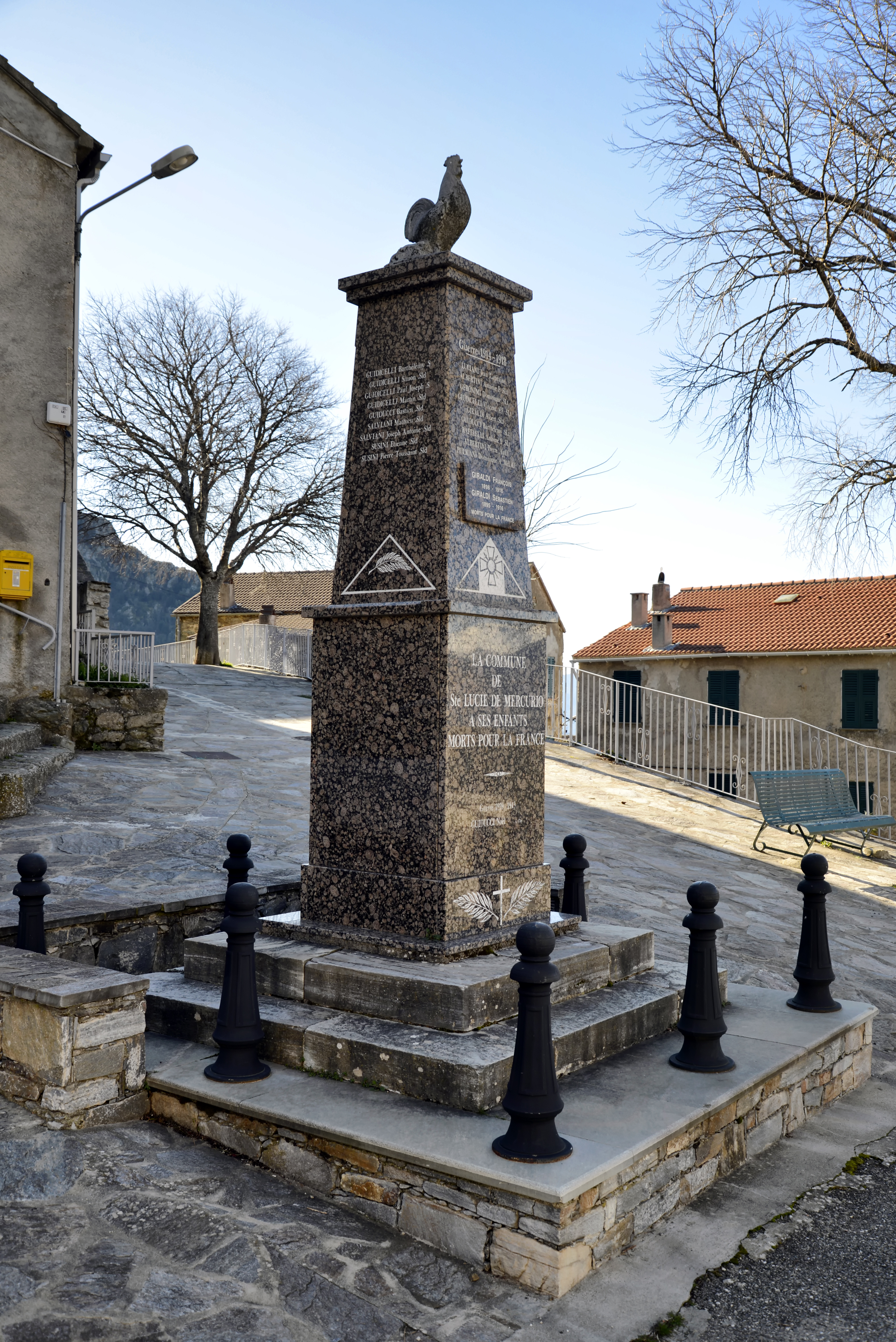
Monument aux morts.

1954 - Avec les communes de Alando, Alzi, Bustanico, Castellare-di-Mercurio, Favalello, Mazzola, Saint-André-de-Bozio, Sermano et Tralonca, Santa-Lucia-di-Mercurio compose le canton de Sermano.

## Politique et administration

### Liste des maires
| Période                                  | Période       | Identité                 | Étiquette      | Qualité                                                                                  |
| ---------------------------------------- | ------------- | ------------------------ | -------------- | ---------------------------------------------------------------------------------------- |
| Les données manquantes sont à compléter. |               |                          |                |                                                                                          |
|                                          |               | Jean-François Zuccarelli |                | Médecin Conseiller d'arrondissement Conseiller général du canton de Sermano (1919-1928)  |
| 1935                                     | 1945          | Jean Zuccarelli          | Rad.           | Avocat, résistant Conseiller général du canton de Sermano (1945-1973) Neveu du précédent |
| mars 2001                                | novembre 2020 | Paul-Toussaint Parigi    | Femu a Corsica | Professeur Sénateur de Haute-Corse (depuis 2020)                                         |
| novembre 2020                            | En cours      | François Sorenti         |                |                                                                                          |
| Les données manquantes sont à compléter. |               |                          |                |                                                                                          |

## Population et société

### Démographie
L'évolution du nombre d'habitants est connue à travers les recensements de la population effectués dans la commune depuis 1800. Pour les communes de moins de 10 000 habitants, une enquête de recensement portant sur toute la population est réalisée tous les cinq ans, les populations de référence des années intermédiaires étant quant à elles estimées par interpolation ou extrapolation. Pour la commune, le premier recensement exhaustif entrant dans le cadre du nouveau dispositif a été réalisé en 2008.

En 2022, la commune comptait 116 habitants, en évolution de +13,73 % par rapport à 2016 (Haute-Corse : +5,15 %, France hors Mayotte : +2,11 %).
| 1800 | 1806 | 1821 | 1831 | 1836 | 1841 | 1846 | 1851 | 1856 |
| ---- | ---- | ---- | ---- | ---- | ---- | ---- | ---- | ---- |
| 462  | 429  | 514  | 544  | 568  | 525  | 557  | 564  | 513  |

| 1861 | 1866 | 1872 | 1876 | 1881 | 1886 | 1891 | 1896 | 1901 |
| ---- | ---- | ---- | ---- | ---- | ---- | ---- | ---- | ---- |
| 556  | 506  | 526  | 542  | 520  | 515  | 466  | 516  | 510  |

| 1906 | 1911 | 1921 | 1926 | 1931 | 1936 | 1946 | 1954 | 1962 |
| ---- | ---- | ---- | ---- | ---- | ---- | ---- | ---- | ---- |
| 509  | 505  | 480  | 503  | 509  | 511  | 346  | 179  | 178  |

| 1968 | 1975 | 1982 | 1990 | 1999 | 2006 | 2008 | 2013 | 2018 |
| ---- | ---- | ---- | ---- | ---- | ---- | ---- | ---- | ---- |
| 170  | 104  | 100  | 66   | 69   | 85   | 89   | 99   | 121  |

| 2022 | - | - | - | - | - | - | - | - |
| ---- | - | - | - | - | - | - | - | - |
| 116  | - | - | - | - | - | - | - | - |

## Économie
Environ 70 % des terres cultivées étaient semées de blé comme le prouvent les nombreuses aires de battage présentes sur presque tout son territoire.

## Culture locale et patrimoine

### Lieux et monuments
- Monument aux morts. Il est érigé sur la place du village, devant l'actuelle mairie.

### Patrimoine culturel
La commune possède de remarquables bâtiments et constructions témoins de son riche passé :
- Trois moulins à huile à Piedivaldo (2) et Molino Bianco.
- Un moulin à huile dit u fragnu di u rossu.
- Un pressoir à vin à Vincinacce.
- Quatre séchoirs à châtaignes (e Ceppe, Pian di Vallu (2) et San Tomè).
- Huit remises agricoles dans les terres méridionales.
- Trois fours à pain (a Cima, Pian di Vallu et Vincinacce).
- Une forge à Pian di Vallu.
- Trois fontaines, un lavoir.

#### Écomusée
L'Écomusée Memoria  Viva, situé au lieu dit Aghja Suttana entre les hameaux de Poggiolo et Piedivaldo, retrace l’histoire de la Corse à travers le Boziu. Ce musée, aidé pour sa mise en valeur par l'Institut d’Études Appliquées des Civilisation et Espaces Méditerranéens INACEM pour sa partie information et traduction en six langues, possède une riche collection d'objets témoignant du patrimoine rural.

#### Collectif Maisons
Sur un bâti de 87 maisons (INSEE), 35 ont été étudiées et 27 maisons repérées. Ces maisons ont été construites entre le XVIe siècle et le XIXe siècle. Parmi celles-ci, sept maisons de notable et une maison forte dite a torra. Elles ont été construites avec des matériaux locaux (schiste, moellon et enduit), les toits couverts en lauze, tuiles creuses mécaniques ou tôle. La plupart sont reprises et décrites à l'Inventaire préliminaire du patrimoine de la Corse (bâti) sur la base de territoires pertinents (micro-régions de la Corse).

#### Église Sainte-Lucie

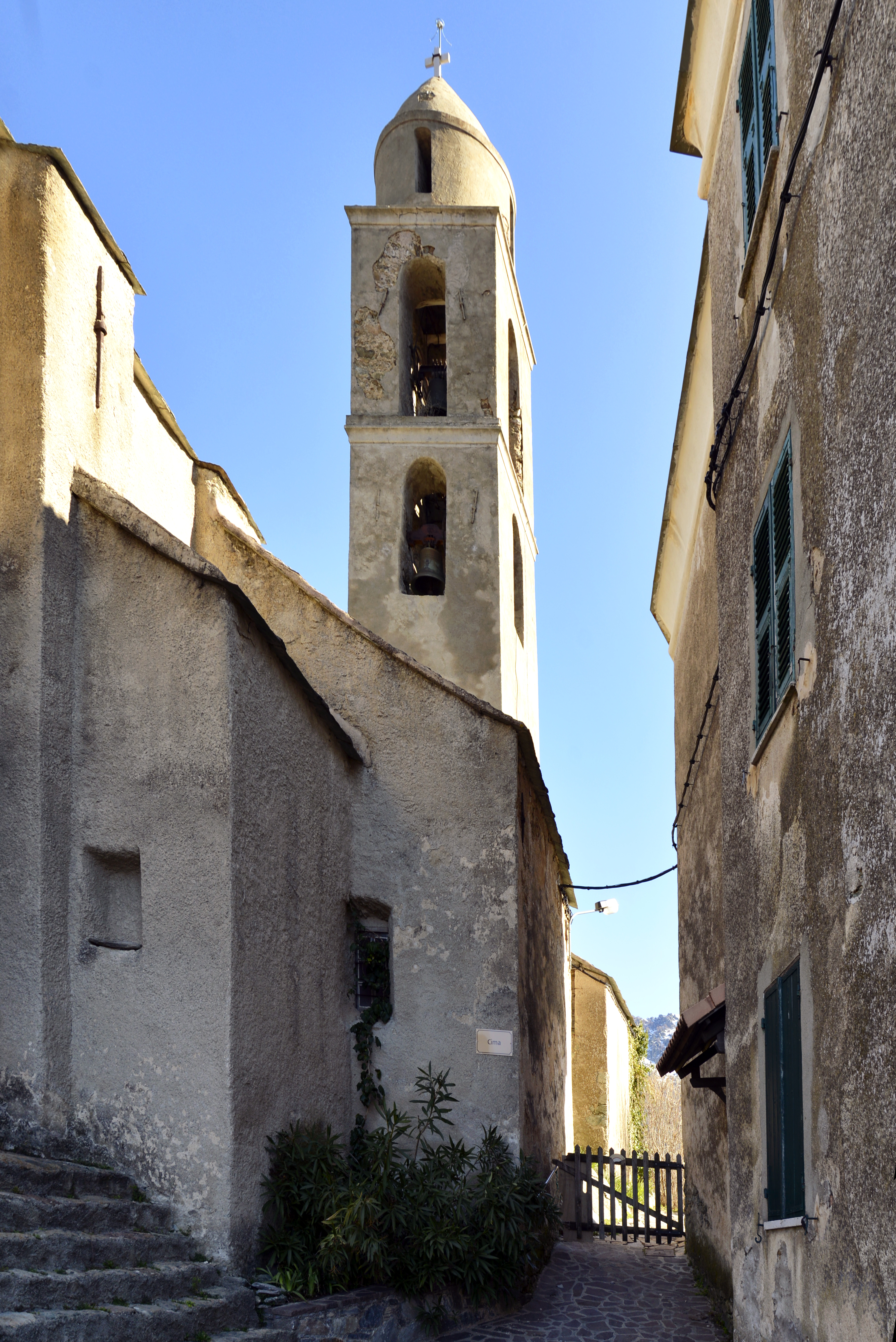
Église Santa Lucia.

L'église paroissiale Sainte-Lucie (Santa Lucia) se situe au cœur du village. Elle a été édifiée en 1842 sur un piton rocheux, dominant le vallon de Santa-Lucia. C'est un édifice de plan allongé avec une nef unique et cinq chapelles latérales. Le chœur peu profond, comprend un imposant maître-autel en marbre. Il est à l'Inventaire préliminaire du patrimoine de la Corse (bâti) sur la base de territoires pertinents (micro-régions de la Corse).
L'église recèle une statue Vierge à l'Enfant, de 1629 comme inscrit sur le socle. L'œuvre est classée au titre des Monuments historiques.

#### Ancienne chapelle de confrérie Sainte-Croix

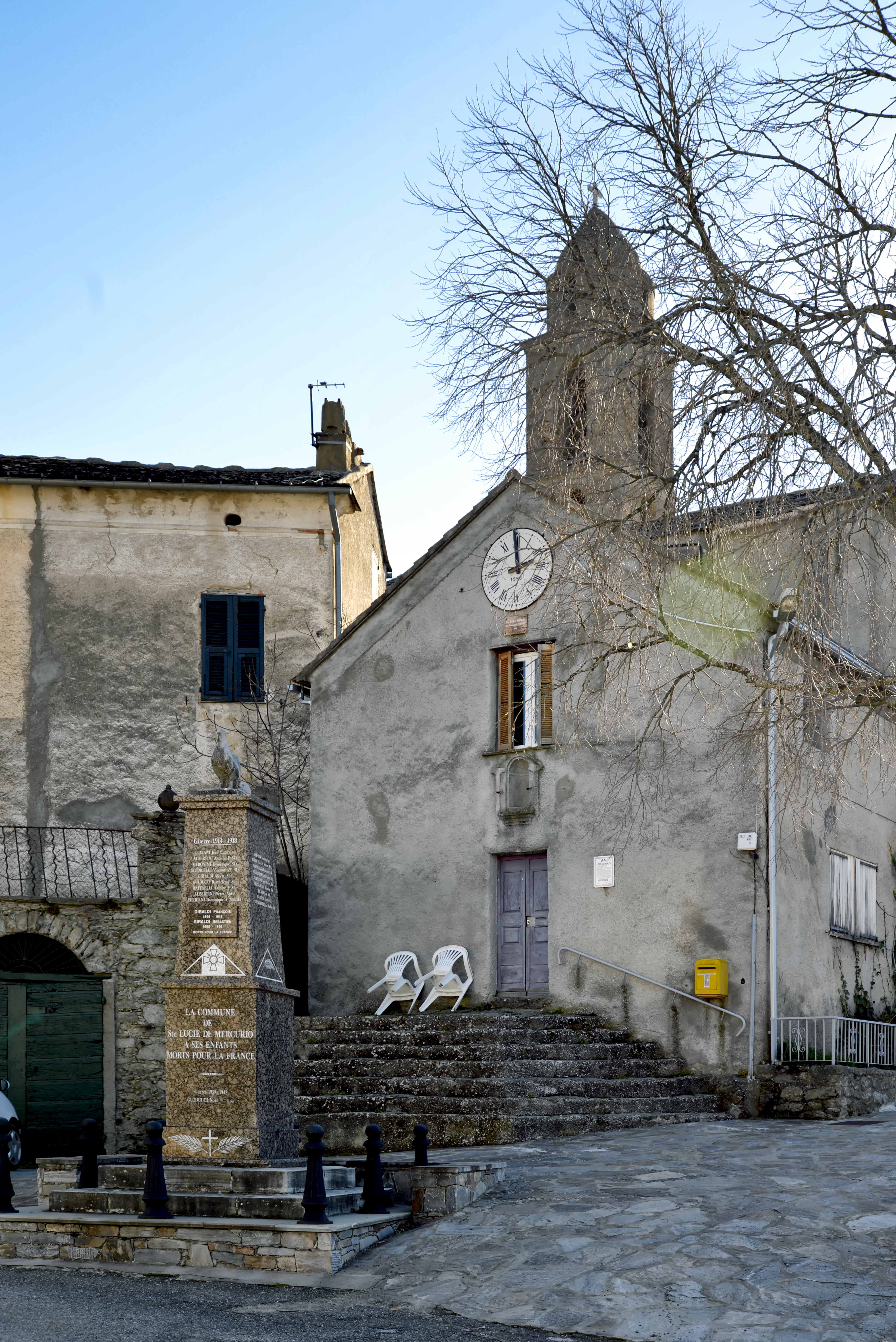
Ancienne confrérie aujourd'hui mairie.

Cet édifice était l'ancienne chapelle de la confrérie Sainte-Croix (Santa Croce). Elle se situe place de l'Église (Piazza à a ghjesa), au cœur même du village. Elle date probablement du XVIIIe siècle. Au milieu du XXe siècle, elle a subi des transformations : surélévation pour créer les locaux de la mairie, et en dessous, la salle des fêtes avec une niche de dévotion vide, présente au-dessus de sa porte d'entrée.
Le mur extérieur droit présente une plaque de marbre à la mémoire de Jean Massimi curé de la paroisse décédé le 28 septembre 1895.

#### Chapelle Santa Servanda

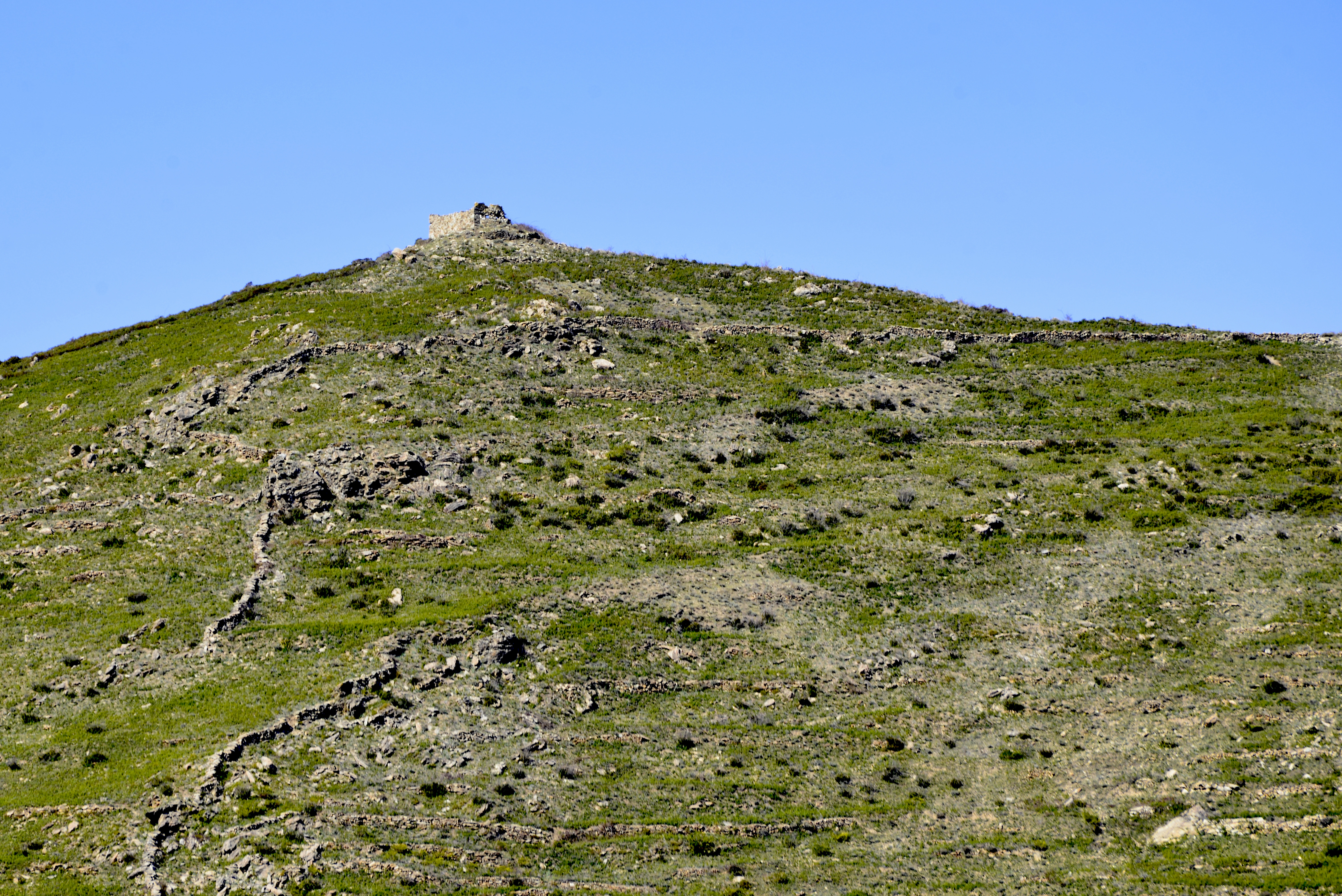
Chapelle Santa Servanda.

Santa Servanda est une ancienne chapelle rurale aujourd'hui ruinée. Construite à 1 043 m d'altitude, elle se situe sur la ligne de crête à 1,1 km distance orthodromique au nord du village.
C'est un édifice de plan allongé terminé par une abside semi-circulaire en cul-de-four, en partie effondrée. La voûte en berceau du chœur peu profond présente encore des fresques. L'imposant linteau en bâtière de la porte se trouve toujours à proximité de la bâtisse.
La chapelle Santa Servanda figurait sur le cadastre napoléonien dressé en 1863. Elle pourrait dater du XVIe siècle. « Selon la tradition orale, la chapelle aurait pu être l'église de l'ancien village primitif de Campu Mare situé au pied de la chapelle, dans la vallée. ».

#### Chapelle Saint-Roch

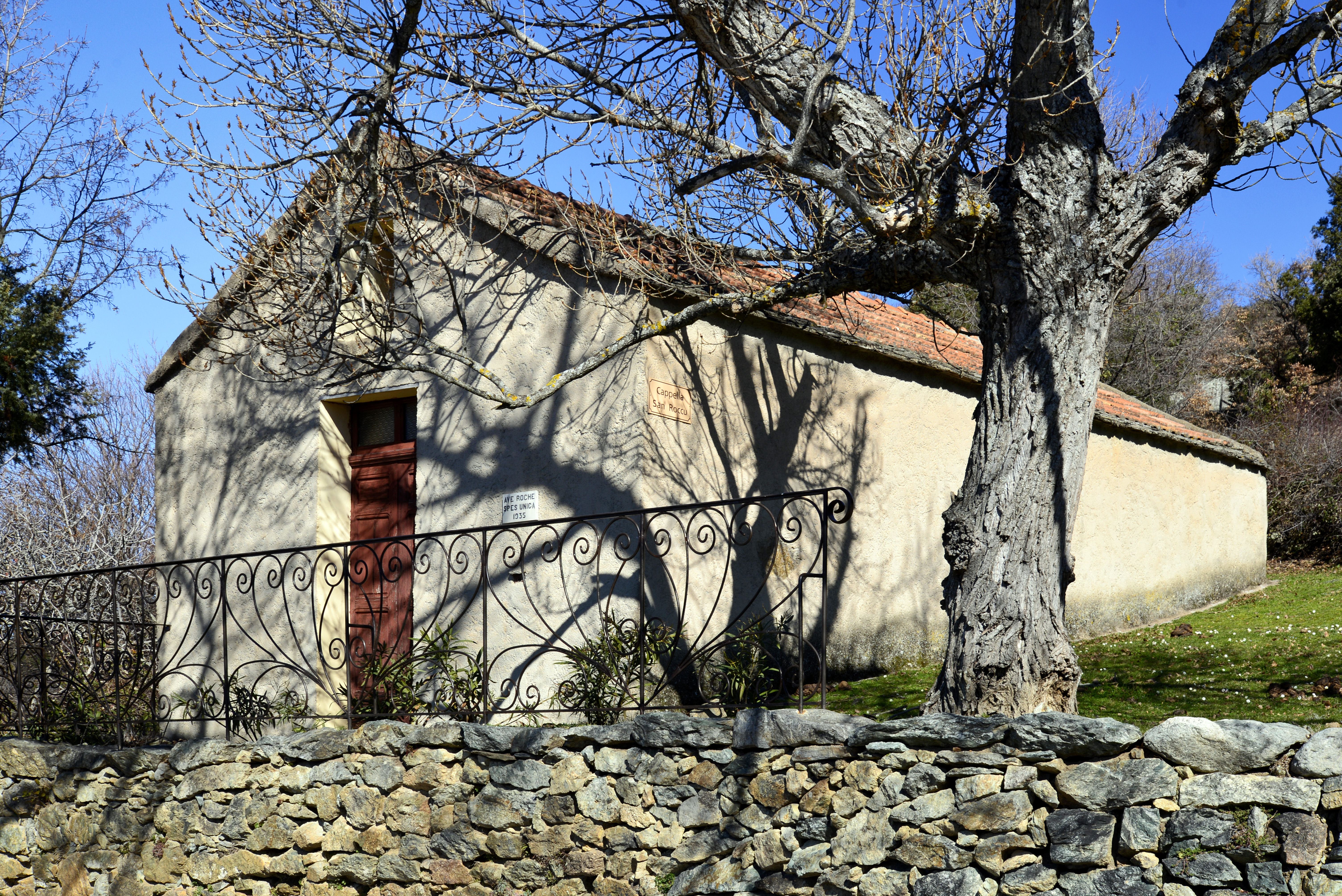
Chapelle San Roccu.

La chapelle Saint-Roch dite "San Roccu", se trouve au hameau San Rocco, à l'ouest et en contrebas du village. Datée probablement du XVIe siècle, plusieurs fois remaniée, elle a été réhabilitée en 1935. Elle figurait sur le cadastre napoléonien dressé en 1863. C'est un petit édifice de plan allongé au chevet plat, avec une voûte en berceau. L'autel est en maçonnerie. Son toit à deux pans, a une couverture de tuiles rouges. La chapelle n'a pas de clocher. Une barrière en fer forgé a été installée récemment côté route qu'elle domine.
Il ne reste plus rien du cimetière qui lui était accolé. Une arca se trouve sous la chapelle.

#### Chapelle Saint-Antoine

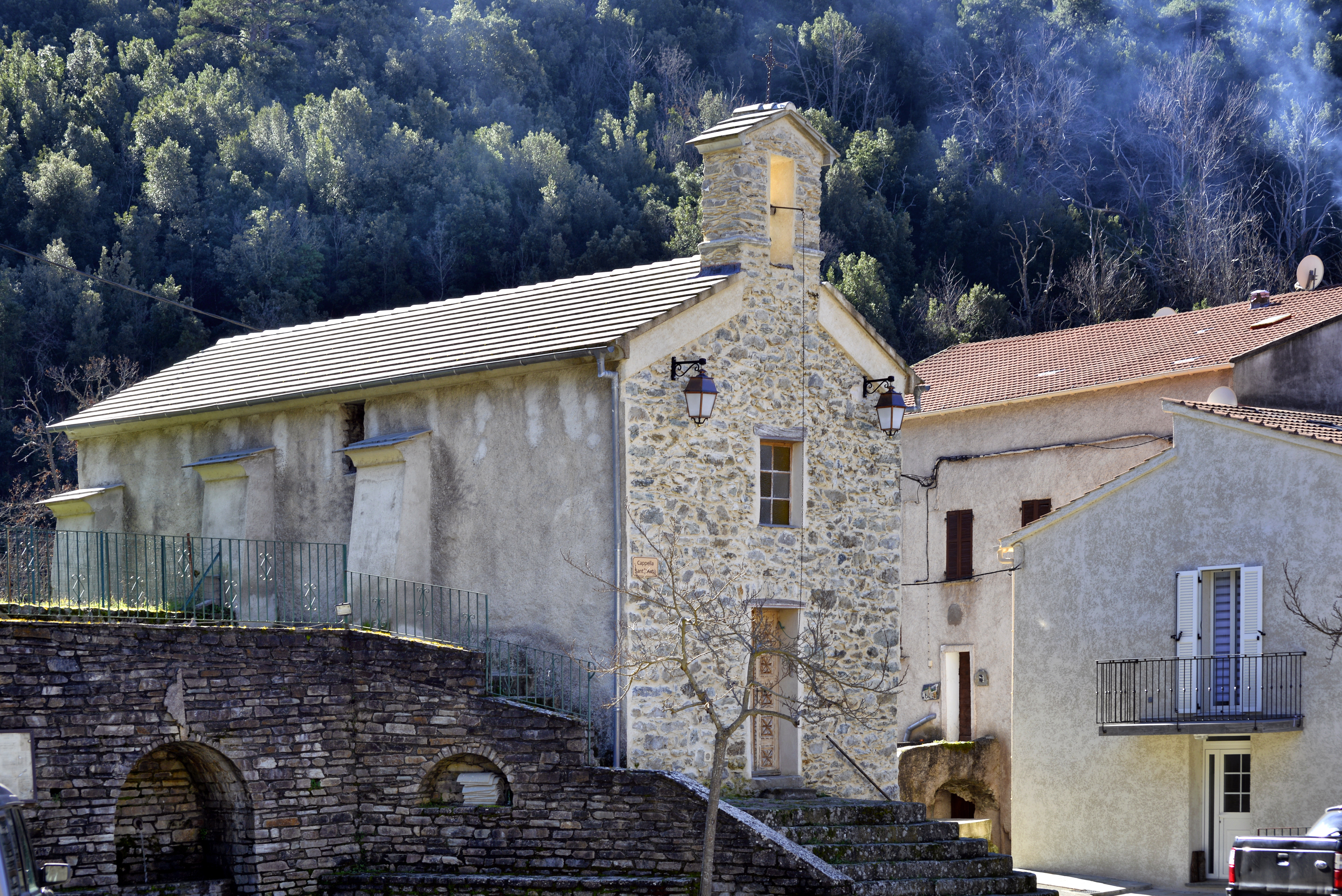
Chapelle Saint-Antoine.

La chapelle Saint-Antoine (cappella Sant' Antò) se situe au hameau de Piedivaldo (Pian di Vallu), sous le village. Elle est datée du 
XVIIIe siècle et a été plusieurs fois remaniée. C'est un édifice de plan allongé avec des voûtes en berceau à lunettes soutenue par des contreforts, à nef unique avec une chapelle latérale et un chœur peu profond. Son chevet est plat. Le toit à double pan, a couverture en ardoise. Le faîte est surmonté d'un clocher. L'autel est en maçonnerie. La chapelle a été restaurée au début du XXIe siècle.la statue de Saint Antoine ainsi que celle de la vierge ont été  restaurées par l'artiste peintre Salviani joseph antoine, enfant du village;par ailleurs  ce dernier à  réalisé  la restauration  du cœur de l'église, et a  créé  la fresque représentant un des miracles de Saint Antoine de Padoue.la réalisation de la fresque s'est faite avec l'accord du responsable du couvent Saint Antoine de bastia.

### Patrimoine naturel

#### Parc naturel régional
Santa-Lucia-di-Mercurio est une commune adhérente au parc naturel régional de Corse, dans son « territoire de vie » appelé Centre Corse (Centru di Corsica).

#### ZNIEFF
La commune est concernée par deux zones naturelles d'intérêt écologique, faunistique et floristique de 2e génération :
Landes et pelouses sommitales du Monte Piano-Maggiore
Santa-Lucia-di-Mercurio est l'une des dix communes concernées par cette zone qui couvre une superficie de 1 172 ha. La zone concernée est une succession de plateaux recouverts d'une végétation basse utilisés comme zone d'estive ; elle est matérialisée par une ligne de crête qui isole la Castagniccia occidentale de la région cortenaise et du Bozio.
Hêtraies du Monte Piano-Maggiore
La zone couvre 225 ha des territoires de Rusio et de Santa-Lucia-di-Mercurio. La hêtraie fragmentée en bosquets épars, se situe au-dessus du village de Rusio.

### Personnalités liées à la commune
- Famille Zuccarelli
- Pascal Zuccarelli (Santa Lucia di Mercuriu 1864 -Bastia 1941). Médecin, il se consacre à la lutte contre la diphtérie et le paludisme. Auteur d’une Histoire médicale de la ville de Bastia.